# Amerus troisi
Amerus troisi är en kvalsterart som först beskrevs av Berlese 1883.  Amerus troisi ingår i släktet Amerus och familjen Ameridae. Inga underarter finns listade i Catalogue of Life.